# Matthias Finkbeiner
Matthias Finkbeiner (* 1966) ist ein deutscher Umweltwissenschaftler.

## Leben
Finkbeiner erwarb das Diplom in Geoökologie mit Auszeichnung in Bayreuth (Diplomarbeit zum Thema Ozonloch bei Paul Crutzen in der Abteilung Atmosphärenchemie des Max-Planck-Instituts für Chemie in Mainz), 1997 die Promotion mit Auszeichnung zum Dr. rer. nat. über das Thema Ökobilanzen am Institut für Technische Chemie der Universität Jena und den Master of Business Administration Sustainability Management (MBA) an der Universität Lüneburg. Er ist TÜV-zertifizierter Umweltmanagementbeauftragter und Umweltauditor.
An der TU Berlin ist er seit 2007 Professor und Leiter des Fachgebietes Sustainable Engineering sowie Geschäftsführender Direktor des Instituts für Technischen Umweltschutz. Zuvor hatte er eine leitende Funktion im Bereich der Koordination des Umweltmanagements für die Mercedes Car Group Entwicklung der DaimlerChrysler AG inne. Er ist Editor-in-Chief des International Journal of Life Cycle Assessment sowie Section Editor-in-Chief des Open-Access-Journals Water. Laut der Stanford University gehört er zu den besten 2 % der Wissenschaftler seines Fachgebietes.
Seine Arbeitsschwerpunkte sind die Erforschung von CO2- und Wasser-Fußabdrücken, die Erstellung von Ökobilanzen sowie die Analyse der Ressourceneffizienz. Am Fachgebiet von ihm an der TU Berlin wurde weltweit erstmals die Ökobilanz eines Menschen erstellt. Weiter wurde unter seiner Leitung erstmals eine Ökobilanz für den kompletten Lebensweg eines Hundes erstellt.

## Schriften (Auswahl)
- mit Bernhard Schwager: Umweltmanagement für kleine und mittlere Unternehmen. Die ISO 14000-Serie und Ihre Umsetzung. Berlin 2016, ISBN 3-410-25758-6.
- mit Vanessa Bach, Markus Berger, Martin Henßler, Martin Kirchner, Stefan Leiser, Lisa Mohr, Elmar Rother, Klaus Ruhland, Laura Schneider, Ladji Tikana, Wolfgang Volkhausen und Frank Walachowicz: Messung von Ressourceneffizienz mit der ESSENZ-Methode. Integrierte Methode zur ganzheitlichen Bewertung. Berlin 2016, ISBN 3-662-49263-6.
- mit Sebastian Timmerberg und Martin Kaltschmitt: Renewable electricity targets in selected MENA countries – Assessment of available resources, generation costs and GHG emissions. Berlin 2021.
- mit Sebastian Timmerberg und Martin Kaltschmitt: Hydrogen and hydrogen-derived fuels through methane decomposition of natural gas – GHG emissions and costs. Berlin 2021.